# 90672 Metrorheinneckar
90672 Metrorheinneckar è un asteroide della fascia principale. Scoperto nel 1977, presenta un'orbita caratterizzata da un semiasse maggiore pari a 3,0580408 UA e da un'eccentricità di 0,3035968, inclinata di 20,24604° rispetto all'eclittica.
L'asteroide è dedicato all'regione metropolitana tedesca, compresa tra i fiumi Reno e Neckar, creata nel 2005 dall'unione delle città di Heidelberg, Mannheim and Ludwigshafen am Rhein.